# Bubba (personage)
Bubba, in het Engels Bubba the Caveduck, is een personage uit de Amerikaanse animatieserie DuckTales. In de Engelstalige versie werd zijn stem ingesproken door Frank Welker.

## Achtergrond
Bubba maakte zijn debuut aan de start van het tweede seizoen, in de vijfdelige aflevering Time is Money. Hij ontmoet Dagobert, Kwik, Kwek en Kwak en Turbo McKwek wanneer deze met een tijdmachine van Willie Wortel per ongeluk een miljoen jaar terugreizen in de tijd. Dagobert redt het leven van Bubba, waarna deze eeuwig trouw aan hem zweert. Wanneer de groep terugkeert naar het heden, reizen Bubba en zijn huisdier, de triceratopss Tootsie, met hen mee als verstekelingen.
Aanvankelijk wil Dagobert niets weten van Bubba, en stuurt hem zelfs weer even terug naar het verleden. Maar nadat Bubba Dagobert helpt om een diamantmijn te bemachtigen, accepteert Dagobert hem alsnog. Hij laat speciaal voor Bubba een grot bouwen op het landgoed naast zijn villa.
Bubba is abnormaal sterk, maar daar hij uit de prehistorie komt is de hedendaagse wereld vreemd voor hem. Zijn pogingen om zich daaraan aan te passen staan grotendeels centraal in de serie.
Veel fans van de serie hadden hun twijfels bij de keuze van de producenten om Bubba tot een vast personage te maken, en waren van mening dat hij na zijn optreden in de eerste vijf afleveringen van seizoen twee niet veel meer toe te voegen had. Na zijn debuut verschenen er nog twee afleveringen waarin Bubba echt een centrale rol had: Bubbeo & Juliet, waarin hij verliefd wordt op het nieuwe buurmeisje van de Ducks, en Bubba's Big Brainstorm, waarin hij door een helm van Willie Wortel hoogbegaafd wordt. Na deze afleveringen verviel Bubba in de rol van een soort vierde neefje, dat weinig meer toevoegde aan de plots. Toen later in seizoen twee het personage Roboduck zijn intrede deed dat een stuk populairder bleek bij de fans, verdween Bubba vrijwel geheel uit de serie.